# デンター
デンター(Dentor)は、ライオンから発売されているオーラルケア製品。1964年2月発売。
本稿では「デンター」の派生ブランドから独立した「システマ(Systema)」(旧：デンターシステマ)についても合わせて述べる。

## 命名の由来
家庭内での歯と歯ぐきの健康を見守る役目を果たす歯磨きになってほしいとの思いを託して「デンター」と命名。

## 商品概要・歴史

### デンター
1964年、俳優・福田豊土の「リンゴをかじると歯茎から血がでませんか?」というキャッチフレーズと共に「デンターライオン」が当時のライオン歯磨から発売される。それ以来、40年以上発売されているロングセラー製品である。1970年代後半のテレビCMでは「歯垢をていねいに落としましょう」と表現していたが、歯垢（しこう）の表現に関しては1981年9月に新発売された「クリニカライオン」へ継承されている。
正式な商品名には、「 - ライオン」とついていたが、2019年5月に「デンター塩つぶと生薬ライオン」の販売終了に伴いこのブランドに「ライオン」が外れたため、ラインナップは「デンタークリアMAX」のみとなった。
1982年10月に『デンターTライオン』としてパッケージを一新。ラミネートチューブを採用。ラミネートチューブ・プッシュポンのワンタッチキャップに関してはライオンのハミガキ製品で一番遅い導入となった。CMイメージキャラクターには歌手・俳優の加山雄三を起用。1982年10月から1990年頃まで約8年間、CMに出演していた。
数度のパッケージのデザインチェンジを繰り返していて、色は、発売されて長らく、基本的に白・赤・黒を基調としていたが、2003年に多少変更され、2007年には、青色と、香りによってそれぞれ違うもう1色を基調とした色が基調となり、色が大幅に変更された。また、1995年に従来のヨコ型のチューブに加え、タテ型のスタンディングチューブが追加された。
2003年には、成分に薬用アミノ酸を配合し、商品名を「デンターライオン」から「デンターaminoライオン」に製品名を変更した。また、2007年4月には、「クリーニング顆粒（合成ゼオライト）」が配合され、「デンタークリアMAX」に製品名が変更された。これまで、「デンター」は歯周病予防ハミガキをコンセプトに展開されていたが、この製品では虫歯予防ハミガキに属する。
ヨコ型チューブは現在の「デンタークリアMAX」でもスペアミントのみ継続発売されてきたが、2019年9月を以て製造を終了し、タテ型のスタンディングチューブへ集約された。
2019年12月からは、タイでの製造となった。

### システマ（旧：デンターシステマ）
デンターの姉妹ブランドとして、歯周病予防のための製品「デンターシステマライオン」（歯磨き、歯ブラシ、液体歯磨き）が1993年に発売された。パッケージの色は、緑が基調となっている。
ハミガキは、殺菌成分の「IPMP（イソプロピルメチルフェノール）」を配合。2006年には、2種類の殺菌成分（IPMP+LSS）を配合し、歯周病・口臭・虫歯を予防する「デンターシステマEX」も発売された。こちらは以前発売していた「ミクロクリーンライオン」を実質受け継いだ製品である。
また、ハブラシは毛先0.02mm（通常の10分の1）の「超極細毛」が特徴的で、バリエーションはスタンダードタイプ・しっかり毛腰タイプ・アーチフィット・ハグキプラスの4つのラインがあり、ヘッドサイズ・形状・毛の固さにより全22種類が発売されている。
デンタルリンスは「洗口液」ではなく「液体歯磨」なので、ブラッシングの前に使用し、一度すすいでからブラッシングする。

### 沿革
- 1964年2月 - 「デンターライオン」を発売。
- 1982年10月 - 発売18年目にして初のリニューアル。トラネキサム酸を配合し、商品名が「デンターTライオン」となる。また従来のアルミチューブからラミネートチューブに変更。
- 1986年 - スクリューキャップからワンタッチキャップに変更。
- 1991年2月 - 抗炎症成分グリチルリチン酸ジカリウムを配合しリニューアル。
- 1993年9月 - 「デンター塩つぶと生薬ライオン」を発売。派生ブランドの「デンターシステマ（液状歯みがき・ハブラシ レギュラー・デンタルリンス）」を発売。
- 1995年 - シリーズでのパッケージデザインを統一し、「デンターTライオン」は13年ぶりに「デンターライオン」に名称を戻す。この際、「デンターライオン」にタテ型を追加。4月には「デンターシステマライオンハブラシ」に「コンパクト」を追加。
- 1996年3月 - 「デンターシステマライオンハブラシ」に「3列スリム」を追加。
- 1998年4月 - フッ素（モノフルオロリン酸ナトリウム）を配合しリニューアル。
- 1999年3月 - 「デンターシステマライオンハブラシ」に「超コンパクト」を追加。同時に既存3アイテムのパッケージを変更。
- 2000年
  - 2月 - 「デンターライオン 爽快なミント」を追加。
  - 3月 - 天然ハーブを配合した「ハーブinデンターライオン」を発売。
  - 9月 - 「デンターシステマライオンハブラシ」に「大きめヘッド」を追加。同時に既存4アイテムのパッケージを変更。
- 2002年
  - 3月 - 香味をフレッシュアップしてリニューアル。「ハーブinデンターライオン」は「デンターライオン 薫るハーブ」に変更、「デンターシステマライオンハブラシ」にディズニーデザインを採用した「乳歯期用」と「生えかわり期用」を追加。
  - 9月 - 薬用ハミガキ「デンターシステマライオン」がペーストタイプのハミガキとして復活、「デンターシステマライオンハブラシ」に透明ストレートハンドルの「クリアタイプ（コンパクト・超コンパクト）」を発売。同時に既存7アイテムのパッケージを変更。
- 2003年
  - 3月 - 東レアイリーブ（現・東レインターナショナル）と共同開発した「デンターシステマ 超音波ハブラシ」を発売。
  - 9月 - トラネキサム酸に加え、2種類のアミノ酸（グリシン・プロリン（矯味剤））を配合し、「デンターamino（アミノ）ライオン」に名称変更。スペアミント香味と「ウィンターグリーン」の2種類となる。
- 2004年9月 - 「デンターシステマライオン」に殺菌成分IPMP（イソプロピルメチルフェノール）を新配合しリニューアル、「デンターシステマライオンハブラシ」のレギュラーとコンパクトにかためタイプを追加。
- 2005年3月 - 
  - 「デンターシステマライオンハブラシ」全アイテムのパッケージデザインを変更。
  - 「デンターシステマ デンタルリンス（液体歯磨）」が殺菌成分IPMPを配合し復活。同年9月にプルアップ式キャップを採用した900ml入りを追加。
  - 「デンターシステマ 薬用歯間ジェル」、「デンターシステマ 歯間用デンタルブラシ」を発売。
- 2006年
  - 2月 - 2種類の殺菌成分を配合した「デンターシステマEXライオン」を発売。併せて、「デンターシステマ 歯間用デンタルブラシ」のパッケージをリニューアル。
  - 3月 - 「デンターシステマ 歯間用デンタルブラシ」にSSSサイズを追加。
  - 9月 - 「デンターシステマ デンタルリンス」に「ノンアルコールタイプ」を追加発売。
- 2007年
  - 2月 - 「デンターシステマライオンハブラシ」に「3列スリム コンパクト（ふつう・やわらかめ）」を追加。追って既存の「3列ソフト毛」を「3列スリム レギュラー やわらかめ」に名称変更して発売。
  - 4月25日 - 「クリーニング顆粒（合成ゼオライト）」を配合した「デンタークリアMAX」を発売。スペアミント・スーパークール・ピュアフルーツの3種類となる。
  - 12月26日 - 「デンタークリアMAX」に「フレッシュアップル」と「グレープフルーツ」を数量限定発売。
- 2008年
  - 2月 - 「デンターシステマライオンハブラシ」12アイテムのパッケージを変更。従来のレギュラーラインは「4列」に、「クリアタイプ」は「ストレートハンドル」となる、「デンターシステマ デンタルリンス」にLSSを追加配合し「デンターシステマEX デンタルリンス」としてリニューアル。
  - 3月
    - 「デンターシステマライオン」に「PEG（ポリエチレングリコール4000）」を追加、「デンターシステマEXライオン」を含めてパッケージデザインをリニューアルし、「デンターシステマEXライオン」の従来品は「メディカルクール」となり、携帯用の30gを追加、香味も新たに「エクストラハーブ」を追加。
    - 「デンターシステマ 歯間用デンタルブラシ」と「デンターシステマ 薬用歯間ジェル」のパッケージデザインを変更。
    - ソフトケースに封入した携帯用セット「デンターシステマ ハンディセット」を発売。

  - 7月2日 - 「デンタークリアMAX」に「ゴールデンキウイ」と「パッションフルーツ」を数量限定発売。
  - 11月26日 - 「デンタークリアMAX」に「ハニーレモン」と「ヨーグルトミント」を数量限定発売。
- 2009年4月1日 - 「デンターシステマ 音波アシストブラシ」を発売。
- 2010年3月24日 - 「デンターシステマ ハグキプラス デンタルリンス」を発売。
- 2011年
  - 3月23日
    - 「デンターシステマEX（ハミガキ・デンタルリンス）」は新たに「菌付着ブロック」効果を加え改良。
    - 「デンターシステマハブラシ」は既存ラインナップを8タイプに絞り、新たに二重芯超極細毛+逆U字型植毛を採用した「しっかり毛腰タイプ」4タイプと高密度超極細毛を採用した「ハグキプラスハブラシ」2タイプを追加。
    - 「デンターシステマハミガキ」と「デンターシステマハンディセット」のパッケージデザインを変更。

  - 12月26日 - 「デンタークリアMAX」に「ゆず」と「フレッシュベリー」を数量限定発売。
- 2012年
  - 3月28日 - 「デンターシステマ ハグキプラスハブラシ」にやわらかめを追加発売。
  - 10月3日 - 知覚過敏予防ハミガキ「デンターシステマ しみるケア ハミガキ」を発売。
- 2013年4月17日 - 「デンタークリアMAX」をリニューアル。「ミクロスクラブ（ゼオライトA）」と「クレンジング成分（酸化Al）」を組み合わせた「ディープクレンジング処方」を採用。また、香味は従来の「ピュアフルーツ」に替わり、「ナチュラルミント」を追加設定した。
- 2014年
  - 9月1日 - 「デンタークリアMAX」に「イタリアンマスカット」と「ブラッドオレンジ」を数量限定発売。
  - 10月 - ハミガキを除く「デンターシステマ」全製品のパッケージをリニューアルし、「システマ」に改名。併せて、「システマハグキプラス デンタルリンス」はアラントインとトラネキサム酸を配合する処方変更も行い、「システマハグキプラス ハミガキ」を発売。
- 2015年
  - 3月25日 - 「システマ アーチフィット ハブラシ」発売。
  - 9月30日 - 「システマハグキプラスS ハミガキ」・「システマハグキプラスW ハミガキ」を発売（併せて、「システマハグキプラス」シリーズのパッケージをリニューアル）。
- 2016年9月28日 - 「システマハグキプラス ナイトケアジェル」発売、「システマハグキプラスハブラシ」のパッケージデザインがリニューアルされ、「ワイドヘッド」を追加（併せて、「システマEXハミガキ」・「システマEXデンタルリンス」・「システマハンディセット」・「システマハグキプラス デンタルリンス（900ml）」をパッケージリニューアル。
- 2017年9月 - 「デンタークリアMAX」をリニューアル（自然切替）。「クリーニングパウダー（重質炭酸カルシウム）」と薬用成分ε-アミノカプロン酸（イプシロン-アミノカプロン酸）を配合。
- 2018年
  - 4月18日 - 「システマ」シリーズの以下の製品がリニューアル、追加発売される（一部製品は4月に自然切替）。
    - 「システマEXハミガキ」は清掃助剤としてポリアクリル酸ナトリウムが追加配合され、フッ素濃度を1450ppmに高濃度化される。
    - 「システマEXデンタルリンス」は清掃助剤としてPOEセチルエーテルが追加配合されたほか、「アルコールタイプ」は香味をフレッシュクールミントに変更された。
    - 「システマハブラシ」は4列ヘッド・3列スリムヘッド・しっかり毛腰タイプにおいてヘッドが薄型化され、4列ヘッドと3列スリムヘッドはカラーバリエーションが一部変更された（ストレートハンドルはパッケージデザインの変更のみ）。「システマ音波アシストハブラシ」も「システマハブラシ」同様にヘッドが薄型化された。
    - 「システマハンディセット」はハミガキ・ハブラシのリニューアルに加え、ソフトケースがスリム化されて角柱形状となり、カラーバリエーションは4色から3色となった。
    - 「システマ」初のワンタフトブラシ（部分みがき用ブラシ）「システマデンタルタフト 歯周ポケット集中ケア」発売。発売に合わせて、「システマ 薬用歯間用ジェル」はパッケージリニューアルされた。

  - 10月10日 - 「システマハグキプラス ハミガキ」・「システマハグキプラスS ハミガキ」・「システマハグキプラスW ハミガキ」・「システマハグキプラスハブラシ」をリニューアル。ハミガキはフッ素濃度が1450ppmに高濃度化、ハブラシは「システマハブラシ」同様、ヘッドが薄型化された。また、「システマハグキプラス デンタルリンス」もパッケージデザインが変更された（デンタルリンスは10月に自然切替）。
- 2019年
  - 3月27日 - 「システマハブラシ」に「レギュラー4列 やわらかめ」・「コンパクト4列 やわらかめ」を追加発売。
  - 8月28日 - 「システマハグキプラス プレミアム ハミガキ」、「システマハグキプラス デンタルリンス アルコールタイプ」発売。
  - 10月2日 - 「システマハグキプラス 音波アシストブラシ」発売。「システマハグキプラス ハブラシ」に「ワイドコンパクト」を追加発売し、既存の「ワイドヘッド」は「ワイドレギュラー」へ名称変更された。
  - 12月16日 - 「システマハグキプラス デンタルリンス ノンアルコールタイプ」に法人向けノベルティ限定サイズの80mlを追加発売。
- 2020年
  - 2月27日 - 「システマEX Wハミガキ」発売。併せて、「システマEX ハミガキ」はパッケージデザインを変更。「システマEX デンタルリンス」はパッケージデザイン変更に加え、湿潤剤にソルビット液を追加する処方変更も行われた（EXハミガキ・EXデンタルリンスは2月に自然切替）。
  - 8月26日 - 「システマハグキプラス プレミアム ハミガキ」に新香味の「ロイヤルハーブミント」を追加発売（なお、既存の「フレッシュクリスタルミント」と「エレガントフルーティミント」も「システマ」ロゴの上にあった"薬用"の表記を省くなどパッケージデザインが変更された）。
  - 9月 - 「システマハブラシ」、「システマハグキプラス ハミガキ」、「システマハグキプラスS ハミガキ」、「システマハグキプラスW ハミガキ」、「システマハグキプラス デンタルリンス」をリニューアル（いずれも自然切替）。「システマハグキプラス ハミガキ」と「システマハグキプラス デンタルリンス」は組織修復成分に酢酸トコフェロール（ビタミンE）を追加配合。「システマハブラシ」、「システマハグキプラスS デンタルリンス」、「システマハグキプラスW ハミガキ」はパッケージデザインが変更された。
- 2021年
  - 3月2日 - 「システマハグキプラス プレミアム よくばりな美白 ハミガキ」発売。
  - 4月21日 - 「システマハブラシ」に薄型幅広ヘッドの「極上プレミアム」を追加発売。
  - 5月 - 「デンタークリアMAX」を改良（自然切替）。薬用成分のイプシロン-アミノカプロン酸をラウロイルサルコシンナトリウムに変更する処方改良が行われ、ムシ歯と口臭の予防に特化された。
  - 9月1日
    - 「システマハグキプラス プレミアム デンタルリンス」を発売。
    - 「システマハブラシ 極上プレミアム」に超コンパクトを追加発売。

  - 10月20日 - 「システマ ハグキプラス ジェルハミガキ」を発売。
- 2022年10月 - 「システマEX ハミガキ」・「システマEX Wハミガキ」・「システマEX デンタルリンス」及び「デンターシステマハミガキ」を改良（自然切替）。ハミガキはパッケージデザインを変更するとともに、3種類共に抗炎症成分をε-アミノカプロン酸からβ-グリチルレチン酸に変更。デンタルリンスはパッケージデザインと販売名を変更。「デンターシステマハミガキ」は製品ロゴが現行の「システマ」と同じロゴに統一され、従来配合されていた着色剤が省かれたことでハミガキの色が緑から白に変更された。
- 2023年4月5日 - 「システマ 音波アシストブラシ」と「システマハグキプラス 音波アシストブラシ」の付替ブラシを「LION電動アシストブラシ」の付替ブラシとしてリニューアルするとともに、「システマ」の付替ブラシに「極上プレミアム ふつう」を追加発売。

## 商品ラインナップ

### ノベルティ向け商品
「システマハグキプラス デンタルリンス ノンアルコールタイプ」には、450ml・900mlに加え、ノベルティ限定サイズの80mlが設定されている。

### 製造終了品
- デンターライオン
- エルパックデンターライオン
- ハーブinデンター
- デンターamino - 2003年9月から2007年4月まで発売。ヨコ型・タテ型ともに160g。香味は「スペアミント（青色チューブ）」と「ウインターグリーン（緑色チューブ）」の2種類。どちらも香味剤として3種のアミノ酸が配合している。「歯茎の腫れ・出血の予防」の効能・効果を持つ製品は「デンター」ブランドではこの製品が最後。
- デンターTライオン - 「デンターライオン」の改良品。1982年10月発売。トラネキサム酸配合。歯茎の腫れ・出血を防ぐ薬用ハミガキ。ラミネートチューブ採用。1986年からはプッシュポンのワンタッチキャップ採用。更なる改良により、商品名が再び「デンターライオン」に戻る。（同時にタテ型も設定）
- デンター歯石予防 - タータデントからの継承製品。2014年2月のリニューアルにより歯石沈着防止効果が加わった「クリニカ アドバンテージ」が実質的な代替品となる。
- デンターメデックス - 知覚過敏で歯がしみる人用。乳酸アルミニウム配合。
- デンター塩つぶと生薬ライオン - 2019年5月製造終了
- デンターライオンハブラシ
- デンターシステマ液状ハミガキ - 液状ハミガキ。後に、歯科医院専用品となったが、こちらも生産終了。
- システマしみるケア ハミガキ【医薬部外品】 - 「デンター」ブランドでの知覚過敏予防ハミガキの発売は「デンターメデックス」以来となる。「システマ」の全面刷新に伴い「デンターシステマ しみるケアハミガキ」から製品名を変更。「システマハグキプラスS ハミガキ」へ継承。
- システマハグキプラス コートジェル【医薬部外品】 - 2019年9月製造終了
- デンターシステマデンタルリンス - 「デンターシステマEXデンタルリンス（現・システマEXデンタルリンス）」へ継承
- システマハグキプラス デンタルリンス アルコールタイプ【医薬部外品】 - 2021年9月製造終了。ノンアルコールタイプは継続発売。
- デンターシステマライオン子供用ハブラシ - 2008年3月製造終了
- デンターシステマライオンハブラシ 4列ヘッド レギュラー かため
- デンターシステマライオンハブラシ 4列ヘッド コンパクト かため - 「デンターシステマハブラシ しっかり毛腰タイプ コンパクト かため（現・システマハブラシ しっかり毛腰タイプ コンパクト かため）」へ継承
- デンターシステマライオンハブラシ 3列スリムヘッド レギュラー やわらかめ
- デンターシステマライオンハブラシ ストレートハンドル レギュラー ふつう
- システマ アーチフィットハブラシ - 2019年4月製造終了
- デンターシステマ超音波ハブラシ - 2008年9月製造終了（製造販売元：東レアイリーブ(現：東レインターナショナル)、但し、替ブラシは自社生産）
- システマ 音波アシストブラシ - 「LION電動アシストブラシ」の発売に伴い2023年4月製造終了。付替ブラシは「LION電動アシストブラシ 付替ブラシ システマ」に改名・リニューアルの上継続。「LION電動アシストブラシ」と相互互換性があるため、本体は全ての「LION電動アシストブラシ」の付替ブラシの装着が可能。
- システマハグキプラス 音波アシストブラシ - 「LION電動アシストブラシ」の発売に伴い2023年4月製造終了。付替ブラシは「LION電動アシストブラシ 付替ブラシ システマハグキプラス やわらかめ」に改名・リニューアルの上継続。「LION電動アシストブラシ」と相互互換性があるため、本体は全ての「LION電動アシストブラシ」の付替ブラシの装着が可能。

## キャッチフレーズ
デンタークリアMAX
- 「磨いて、弾けて、爽快MAX!」（2008年10月 - 2013年4月）
- 「ディープクレンジングでつるりん歯」（2013年4月 - ）

システマ（旧：デンターシステマ）
- 「歯周ポケットケアで歯周病を防ぐ。」（2008年3月 - ）
- システマハブラシ
  - 「この毛先は、システマだけ。」

## CM
歴代CM出演タレント
- 福田豊土（デンターライオン、デンターライオンはぶらし、開始年不詳 - 1982年）
- 芹洋子（デンターライオンはぶらし、開始年不詳 - 1982年）
- 加山雄三（デンターTライオン、1982年 - 1990年）
- 関口宏（デンターシステマ、1993年9月 - 1996年3月）
- 中村雅俊（デンターTライオン、1990年 - 1995年）
- 高嶋政伸（デンターライオン、デンター歯石予防）
- 小堺一機（デンターライオン）
- 香坂みゆき（デンターライオン）
- ヒロミ（デンターライオン）
- 高木美保（デンターライオン）
- 千波ゆう（デンターライオン）
- 関口知宏（デンターシステマ、1996年3月 - 1999年3月）
- 織田裕二（デンター、1998年4月 - 2003年9月）
- 椎名桔平（デンターシステマ、1999年3月 - 2006年2月）
- 反町隆史（デンターamino、2003年9月6日 - 2005年）
- ウエンツ瑛士（デンタークリアMAX、2007年4月25日 - 2010年）
- 陸守絵麻（デンタークリアMAX、2007年4月25日 - 2008年10月）
- 谷原章介（デンターシステマ、2008年3月20日 - 2014年9月30日）
- 坂田梨香子（デンタークリアMAX、2009年3月 - 2010年）
- 忽那汐里（デンタークリアMAX、2013年4月17日 - 2014年）
- 鈴木砂羽（デンターシステマ しみるケア…2013年10月 - 2014年9月30日、システマ ハグキプラス…2014年10月1日 - 2016年9月27日）
- 岡田准一（システマ 2014年10月1日 - ）
- 真矢ミキ（システマ ハグキプラス 2016年9月28日 - ）

## 競合商品
- クリアクリーン (花王)
- ガードハロー (花王、2022年9月まで発売)
- G・U・M (ガム) (サンスター)
- メディカ つぶつぶ塩 (サンスター)